# Káld, Vas
Káld  este un sat în districtul Sárvár, județul Vas, Ungaria, având o populație de 1.131 de locuitori (2011). 

## Demografie
Componența etnică a satului Káld
     Maghiari (94,05%)
     Romi (4,49%)
     Germani (1,46%)
Componența confesională a satului Káld
     Romano-catolici (71%)
     Luterani (5,39%)
     Fără religie (2,56%)
     Necunoscută (19,72%)
     Alte religii (1,77%)
Conform recensământului din 2011, satul Káld avea 1.131 de locuitori. Din punct de vedere etnic, majoritatea locuitorilor (94,05%) erau maghiari, existând și minorități de romi (4,49%) și germani (1,46%).  Din punct de vedere confesional, majoritatea locuitorilor (71,0%) erau romano-catolici, existând și minorități de luterani (5,39%) și persoane fără religie (2,56%). Pentru 19,72% din locuitori nu este cunoscută apartenența confesională.